# Two the Hard Way
Two the Hard Way je studijski album američke pjevačice Cher i njenog tadašnjeg supruga Gregg Allmana koji je u studenom 1977. godine izdala izdavačka kuća Warner Bros. Records. Album s potpisom "Allman & Woman" je pobacio i kod kritike i kod publike te se na cijelom svijetu prodao u manje od 550.000 primjeraka. 

## O albumu
Turbulentna veza i još neobičniji brak dvoje toliko različitih ljudi kao što su bili Gregg Allman, rocker južnjačkog podrijetla te Cher čiji glazbeni izričaj je bio pripisiv idiosinkratskom pop žanru, iznio je ovaj projekt koji nije uspio "preživjeti" vrijeme u kojem je nastao. Već je naslovnica albuma na kojem su Gregg i Cher umjesto svojih imena nazvani "Allman & Woman" bila izložena žestokoj kritici a nemoguće je ne primijetiti činjenicu da je Gregg preuzeo inicijativu što se pjevačkih dionica tiče a i stila u kojem će se album kretati. 
Album je od strane kritike nazivan "neumjesnom kombinacijom" te "bezvrijednim". Budući da nije doživio nikakav komercijalni uspjeh daljnje izdavanje albuma je 1983. bilo prekinuto. Album nikada nije izdan na CD-u ili iTunesima. Po zadnjim informacijama Cher posjeduje sva prava u vezi albuma te Warner Bros. nije u mogućnosti da ga reizda. 
U svrhu reklamacije i promocije albuma Cher i Gregg u studenom 1977. kreću na mini turneju pod nazivom Two the Hard Way Tour. 
Popis pjesama:
Strana A
1. "Move Me" (Fred Beckmeier, Cameron) 2:58
2. "I Found You Love" (Alan Gordon) 3:58
3. "Can You Fool" (Michael Smotherman) 3:21
4. "You've Really Got a Hold on Me" (Smokey Robinson) 3:18
5. "We're Gonna Make It" (Billy Davis, Carl Smith, Raynard Miner, Gene Barge) 3:15
6. "Do What You Gotta Do" (Jimmy Webb) 3:26

Strana B
1. "In For the Night" (Ed Sanford, Johnny Townsend) 3:34
2. "Shadow Dream Song" (Gregg Allman solo) (Jackson Browne) 3:43
3. "Island" (Cher solo)	 (Allman, Colton, Nell, Trotter, Cher) 4:25
4. "I Love Makin' Love to You" (Benjamin Weisman, Evie Sands, Richard Germinero) 3:49
5. "Love Me" (Jerry Leiber, Mike Stoller) 2:48

## Produkcija
- glavni vokal: Cher
- glavni vokal: Gregg Allman
- producent: Gregg Allman
- producent: Johnny Sandlin
- producent: John Haeny
- inženjer zvuka: Tom Flye
- asistent inženjer: David Pinkston
- klavijature: Gregg Allman, Neil Larsen
- gitara: Ricky Hirsch, John Leslie Hug, Fred Tackett, Scott Boyer
- saksofon: Randall Bramblett, Harvey Thompson, Ronnie Eades
- rog: Harrison Calloway, Jim Horn
- truba: Ben Cauley
- trombon: Dennis Good
- harmonika: Mickey Raphael
- perkusija: Bobbye Hall
- bass gitara: Willie Weeks
- bubnjevi: Bill Stewart